# SolarCity
SolarCity — американская энергетическая компания, распологавшаяся в штате Калифорния. В 2016 году была приобретена компанией Tesla и была включена в подразделение Tesla Energy и там ее продукция часто продвигалась под брендом Tesla Solar. В перечень основных услуг компании входили проектирование, финансирование и установка солнечных энергосистем. Штат компании составлял более 13 000 человек.

## История
Компания SolarCity была основана в июле 2006 года братьями Питером и Линдоном Райвами. Идея начать бизнес в области солнечной энергетики пришла их кузену Илону Маску, ставшему во главе компании и оказавшему помощь с запуском проекта.
SolarCity удерживает лидерство в сфере услуг по установке солнечных панелей в Калифорнии с 2007 года — первого полного года работы компании (согласно данным California Solar Initiative), а также стала номером один среди компаний, занимающихся установкой солнечных панелей частным пользователям в США в 2013 году (согласно данным GTM Research). В 2013 году журнал Solar Power World поставил SolarCity на второе место среди всех компаний, занимающихся установкой солнечных панелей в США.
Tesla приобрела SolarCity в 2016 году примерно за 2,6 миллиарда долларов и реорганизовала свой солнечный бизнес в Tesla Energy.

## Расположение
Штаб-квартира SolarCity расположена в Сан-Матео, Калифорния, однако компания использует дистрибутивную модель, доверяя непосредственную установку своих систем местным операционным центрам.

## Продукты, услуги и технологии

### Лизинг солнечных панелей
В 2008 году SolarCity предложила опцию лизинга устанавливаемых солнечных панелей для частных домохозяйств. При переходе на энергию солнца ежемесячный лизинговый платёж, который оплачивают домовладельцы, оказывается даже ниже, чем счета за электроэнергию от коммунальных компаний.

### Коммерческое производство солнечной энергии
В мае 2008 года компания завершила строительство самой крупной на тот момент солнечной установки, расположившейся в северном кампусе eBay в Сан-Хосе. В июле того же года SolarCity построила ещё более крупную солнечную установку для British Motor Car Distributors в Сан-Франциско, состоящую из 1 606 солнечных панелей. В 2009 году SolarCity предоставила новые финансовые опции для бизнеса и построила несколько объектов в сфере солнечной энергетики для таких крупных организаций, как Walmart, Intel, а также для армии США. 21 марта 2013 года SolarCity объявила о планах открытия нового филиала в Неваде при поддержке правительства штата.

### Зарядные станции электромобилей
SolarCity пришла на рынок зарядных станций для электромобилей, выкупив бизнес SolSource Energy у Clean Fuel Connections. В 2009 году сделка была завершена. Параллельно с этим было объявлено о партнёрстве с Rabobank с целью обеспечить владельцев транспорта Tesla Motors, следующих по Маршруту 101 (США) между Сан-Франциско и Лос-Анджелесом возможностью бесплатной зарядки электромобилей. При этом поощрялось привлечение сторонних производителей, использующих ту же технологию зарядки. В 2011 году компания объявила о планах установить зарядные станции для широкого спектра электротранспорта на всей территории предоставления своих услуг.

### Услуги по повышению энергоэффективности
В 2010 году SolarCity приобрела компанию Building Solutions, занимавшуюся аудитом в области использования электроэнергии для домашних нужд, и начала предоставлять услуги по повышению энергоэффективности. В марте 2012 года SolarCity достигла соглашения с Admiral’s Bank of Boston с целью предоставления новых кредитных опций для финансирования услуг по энергоэффективности и охвату всего восточного побережья США.

### Хранение электроэнергии
В 2017 году Tesla Motors и Panasonic состоится открытие завода по производству аккумуляторных батарей в Неваде. Планируется разработка устройства под названием Powerwall, которое будет аккумулировать электроэнергию и использоваться в качестве источника резервного питания. Устройство будет продаваться, в том числе, и компании SolarCity. В будущем SolarCity собирается запустить пилотный проект по установке комплектов батарей ёмкости на 10 киловатт-час среди 500 домохозяйств Калифорнии.

### Технология установки

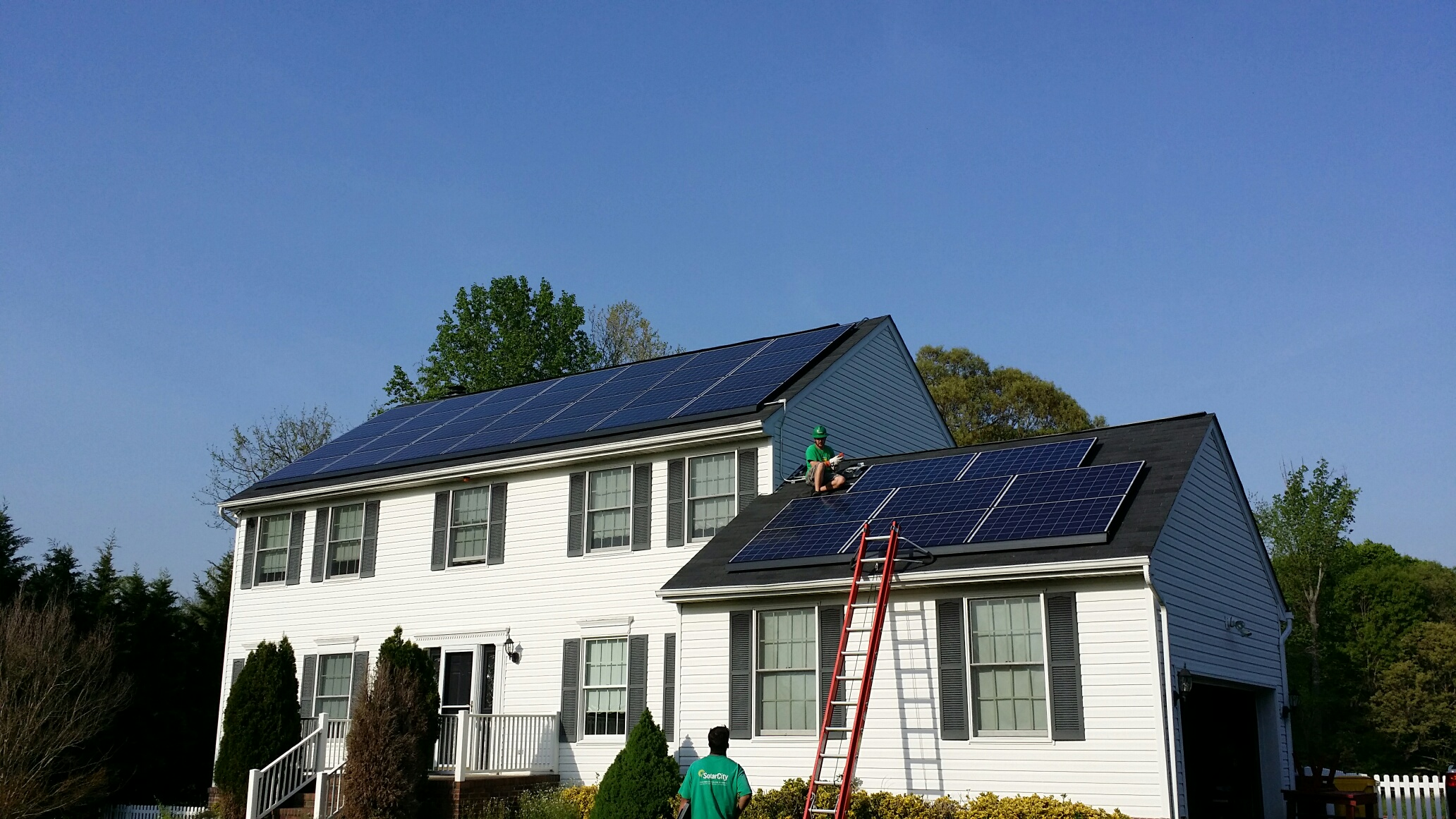
солнечные батареи на крыше дома от компании «SolarCity»

SolarCity использует технологию установки солнечных панелей, разработанную компанией Zep Solar, которую она приобрела в 2013 году. Данная фирма известна в первую очередь благодаря разработке метода, позволяющего «стыковать» устанавливаемые солнечные панели друг с другом в более сжатые сроки. Также при применении данной технологии отпадает необходимость наличия монтажных реек при установке панелей на большинстве типов крыш.

## Производство
В июне 2014 года, сразу после покупки Silevo — известного производителя высокоэффективных солнечных модулей — SolarCity обнародовала планы по строительству нового производственного комплекса в Баффало, штат Нью-Йорк, в сотрудничестве с Политехническим институтом Государственного университета Нью-Йорка. С запланированной совокупной мощностью производимых солнечных панелей в один гигаватт, новый комплекс может стать крупнейшим подобным заводом в США и потягаться с китайскими производителями. Старт проекту был дан в сентябре 2014 года с ориентировочной датой окончания строительства в начале 2016 года.
Ожидается, что комплекс станет крупнейшим в своём роде в Западном полушарии.